# NGC 2087
NGC 2087 é uma galáxia espiral barrada (SBa) localizada na direcção da constelação de Pictor. Possui uma declinação de -55° 31' 59" e uma ascensão recta de 5 horas, 44 minutos e 16,1 segundos.
A galáxia NGC 2087 foi descoberta em 6 de Dezembro de 1834 por John Herschel.